# Die römische Kanone
Die römische Kanone ist eine in Italien produzierte Filmkomödie von Regisseur Carlo Vanzina aus dem Jahr 1994. In den Hauptrollen spielen Christian De Sica, Massimo Boldi und Leslie Nielsen.

## Inhalt
Im korrupten Rom vor ca. 2000 Jahren sind Senator Lucius Cynicus und Staatsanwalt Cesare Atticus Anstifter zahlreicher Verschwörungen. Atticus hat zudem eine Affäre mit Ottavia, von der seine Frau nichts wissen darf. Ungemütlich wird es für Cynicus und Atticus, als der unbestechliche Mailänder Antonio Servilio mit Frau und Tochter nach Rom zieht, um dort eine Stelle als Richter anzutreten. Gleich bei ihrer ersten Begegnung auf der Via Appia geraten Atticus und Servilio in Streit, da Atticus versehentlich die Kutsche von Servilio rammt.
Auf einer Modenschau lernt Atticus die hübsche Neli aus Ägypten kennen und macht sie kurzerhand zu seiner neuen Geliebten. Ottavia sinnt deswegen auf Rache und zeigt ihn bei Servilio wegen Steuerflucht und einiger anderer Delikte an. Zusätzliche Komplikationen gibt es, als Alessio, der Sohn von Atticus, beginnt, Gefühle für Claudia, Servilios Tochter, zu hegen. Atticus sucht Hilfe bei Lucius Cynicus, der ihm rät, Servilio in einen Skandal zu verwickeln, um ihn so aus dem Weg zu räumen. Dabei soll ihnen die Hure Poppea helfen.
Während eines Aufenthaltes am Strand macht Servilio erstmals die Bekanntschaft von Poppea und ist sofort von ihren weiblichen Reizen fasziniert. Bei einem Theaterbesuch treffen sich die beiden wieder, und Poppea lädt Servilio schließlich ein, sie bei sich zu Hause zu besuchen. Unter einem Vorwand macht Servilio sich am nächsten Abend auf den Weg zu der angegebenen Adresse und wird dort sogleich von Poppea und weiteren Huren verwöhnt. Der Plan von Cynicus und Atticus scheint aufzugehen, denn Servilio wird im Bordell erwischt und daraufhin nach Sizilien strafversetzt. Jedoch gelingt es ihm dort, eine Verschwörung aufzudecken und rehabilitiert nach Rom zurückzukehren. 
Wieder sucht Atticus die Hilfe von Cynicus. Dieser ist nun der Meinung, dass sie Servilio umbringen müssen, um ihre kriminellen Machenschaften weiterhin zu vertuschen. Neli gibt Atticus zudem einen Rat, wie er diesen Mordanschlag bewältigen kann: Mit ihren Schlangen.
Atticus lauert Servilio auf und lässt die Schlangen in dessen Büro frei. Kurz darauf betritt jedoch Alessio das Büro, um mit Servilio zu reden, und Atticus muss nun seinen Sohn retten, indem er die Schlangen erschlägt. Nach diesem gescheiterten Attentat sprechen Atticus und Servilio sich aus und Servilio rät Atticus, mit ihm zusammen gegen Lucius Cynicus zu arbeiten und dessen Intrigen aufzudecken. Atticus ist einverstanden und die beiden entwickeln einen Plan, um Cynicus das Auftragsbuch zu stehlen, in welchem sämtliche Schmiergelder der letzten zehn Jahre verzeichnet sind.
Zunächst muss Alessio die beiden Köchinnen von Cynicus mit seinem Wagen über den Haufen fahren, sodass diese ins Krankenhaus müssen. Anschließend verkleiden sich Atticus und Servilio als Frauen, kaufen in einer Apotheke ein Schlafmittel und lassen sich von Cynicus als stellvertretende Köchinnen anstellen. In dieser Funktion verabreichen sie ihm das Schlafmittel und stehlen ihm den Schlüssel für den Wandtresor, in welchem das Auftragsbuch aufbewahrt wird. Dabei werden die beiden zwar erwischt und es beginnt eine wilde Verfolgungsjagd mit Streitwagen, dennoch können sie schließlich das Auftragsbuch an sich bringen.
In der darauffolgenden Gerichtsverhandlung gesteht Atticus alle seine korrupten Machenschaften und Servilio fordert deshalb mildernde Umstände für ihn und für Cynicus das Exil. Lucius Cynicus übernimmt seine Verteidigung selbst, bezeichnet die Schmiergelder als "Zuwendungen für das allgemeine Wohlergehen", mit denen er der Gesellschaft von Rom lediglich ihren Luxus ermöglichen wollte, und gewinnt damit den Prozess. Atticus und Servilio werden zu Zwangsarbeit in den Höhlen von Capua verurteilt. 
Hier zetteln die anderen Arbeiter eine Rebellion gegen Rom an, der sich auch Atticus und Servilio begeistert anschließen. Der Aufstand wird jedoch niedergeschlagen und Atticus, Servilio und die anderen Arbeiter werden am Rand der Via Appia gekreuzigt. Während Atticus sich darüber grämt, meint Servilio, dass man sich zumindest an sie erinnern wird und die Zukunft dadurch nur besser werden kann. 
Die letzte Szene wirft einen Blick 2000 Jahre in die Zukunft (also die heutige Zeit): Cesare Atticus begegnet dem Zuschauer hier wieder als Autofahrer, der mit seiner Freundin (Ottavia entsprechend) auf der Via Appia unterwegs ist und dabei den Wagen eines anderen Fahrers (Antonio Servilio) rammt. Es kommt daraufhin wieder zum Streit zwischen ihnen.

## Kritik
„Hinter den durch die zotige deutsche Synchronisation noch geschmackloser wirkenden Blödel-Dialogen ist die beabsichtigte Parodie auf aktuelle politische Verhältnisse nur noch zu ahnen. Besonders ärgerlich sind die frauen- und ausländerfeindlichen Kalauer des Films, dessen niedriges Niveau sich auch in den übel chargierenden Darstellern und einer einfallslosen Inszenierung spiegelt.“

„Leider sind die Kalauer dieses entsetzlichen Films mindestens so alt wie die meisten Ruinen in Rom.“

## Hintergründe
Der Film hat, ebenso wie Die verrückte Kanone von 1998, mit dem Film Die nackte Kanone nur den Hauptdarsteller Leslie Nielsen gemeinsam. Jedoch wurden die beiden Filme aus Marketing-Gründen, in der Hoffnung auf mehr Popularität, mit der sehr erfolgreichen Die nackte Kanone-Reihe in Verbindung gebracht. Dies ist jedoch nicht unter dem italienischen Originaltitel, sondern nur unter dem deutschen Verleihtitel geschehen.